# Port lotniczy Hay River
Port lotniczy Hay River (IATA: YHY, ICAO: CYHY) – port lotniczy położony 2,8 km na północ od Hay River, w prowincji Terytoria Północno-Zachodnie, w Kanadzie.